# Pravo stvarnog tereta
Stvarni teret daje svomu korisniku stvarno pravo na nekretnini koju opterećuje ovlašćujući ga da mu se na teret njezine vrijednosti ponavljano daju stvari ili čine radnje koje su sadržaj toga stvarnog tereta. Sadržaj stvarnoga tereta je činidba na koju korisnik ima pravo na teret vrijednosti opterećene nekretnine. Sadržaj stvarnoga tereta može biti moguća, dopuštena i određena ili barem odrediva činidba ponavljanih davanja stvari ili novca, ili činjenja koja imaju novčanu vrijednost, a nije nužno da je u vezi s gospodarskom namjenom opterećene nekretnine, niti da služi za ostvarivanje gospodarske svrhe korisnikove nekretnine. 
Stvarni teret obvezuje svagdašnjega vlasnika opterećene nekretnine da korisniku tereta ispunjava sadržaj tereta, za što odgovara vrijednošću te nekretnine. 

## Tereti u korist nekretnine
Stvarni teret u korist neke nekretnine (povlasna nekretnina) daje svagdašnjem vlasniku povlasne nekretnine ograničeno stvarno pravo na opterećenoj nekretnini koje ga ovlašćuje da mu se ponavljano daju stvari ili čine činjenja koja su sadržaj toga stvarnoga tereta, a da mu za to odgovara svagdašnji vlasnik opterećene nekretnine njezinom vrijednošću. Stvarni teret koji je osnovan u korist neke nekretnine kao povlasne ne može se razdvojiti od vlasništva te nekretnine, te je njezin pripadak, prenosiv samo zajedno s tom nekretninom.

## Tereti u korist osobe
Stvarni teret u korist neke osobe daje joj ograničeno stvarno pravo na opterećenoj nekretnini koje je ovlašćuje da joj se ponavljano daju stvari ili čine činjenja koja su sadržaj toga stvarnoga tereta, a da joj za to odgovara svagdašnji vlasnik opterećene nekretnine njezinom vrijednošću. Pravo iz stvarnoga tereta osnovanoga u korist neke osobe ne može se prenositi s ovlaštenika na drugu osobu, ako nije drukčije određeno.